# 交割
交割，指期貨到期後（或是證券成交後），買賣雙方依約相互交付貨物（憑證）及貨款。至此，方完成所有交易行為。交割分為「現貨交割」與「現金交割」。

## 分類
現貨交割：
當期貨契約過了第一通知日後，賣方可透過期貨經紀商提出「要求交割通知書」，上面會載明契約份數及賣方對交割方式的選擇（時間、地點等），收到交割通知書的經紀商會通知結算所，並由結算所找到買方作為配對交割對象。買方一旦收到交割通知書就必須履行交割的義務。賣方必須把儲存交割商品之指定倉庫或其代辦處之庫存收據交給買方，買方接到收據後，必須立即將貨款交予賣方，即完成交割程序，也就是完成商品所有權的移轉。
現金交割：
就某些期貨款約而言，交割程序並無實物或實際的金融工具可供交換，如股價指數、歐洲美元等。若投資人到最後交易日仍未平倉，將依據現貨價格與最後交易日之結算價格之差價，進行現金結算。
證券交易多為現金交割。
違約交割：
買股票成交以後，但扣款不成功，或者，賣股票成交後，但沒有給股票。如果違約交割，情節嚴重的話可能會同時面臨民事、刑事、行政責任。
- 民事責任：證券商得以相當於成交金額之百分之七為上限，向投資人收取違約金。
- 刑事責任：違約交割之情節重大，致足以影響市場秩序者，面臨3年以上至10年以下之相關刑責。
- 行政責任：委託買賣的帳戶會被註銷，於未結案且未滿五年者，證券商應拒絕接受投資人申請開戶，已開戶者亦應拒絕接受委託買賣或申購有價證券。。

## 內部連結
- 全額交割股

1. ↑  . Stockfeel.   [2021-06-03]. （原始内容存档于2021-06-04）.
2. 1 2  . 聯合新聞網. 2020-08-28  [2021-06-03]. （原始内容存档于2021-06-03） （中文（臺灣））.